# Rotleger

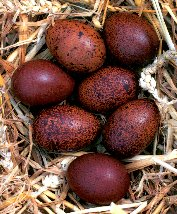
Rötliche Marans-Eier

Rotleger werden Haushühner genannt, die glänzend rötlich braune Eier legen. Die rötliche Farbe der Eier ist Ergebnis von Oorhodein, einem Abbauprodukt des Blutfarbstoffes Hämoglobin, der sich über die Eischale legt.
Im Geflügelhandel angebotene Rotleger stammen überwiegend aus Kreuzungen (Hybriden) von Marans mit Hühnern hoher Legeleistung. Marans sind eine französische Hühnerrasse, die „sehr dunkle schokoladenbraune Eier“ oder „dunkelrotbraune Eier mit dunklen Flecken“ legt. Die als Rotleger verkauften Kreuzungsprodukte sind keine Rassehühner. Ihre Nachkommen legen Eier mit weißer, roter oder brauner Schale. Werden sie mit Araucana oder Grünlegern gekreuzt – Hühnern, die grüne Eier legen – vermischen sich die Färbungen und die neue Generation legt auch olivgrüne Eier.

## Nachweise
1. ↑  
J. Großfeld: Handbuch der Eierkunde. Springer, 1938, ISBN 3-642-91633-3, Eischalen, S. 173–176.
2. 1 2  Oocyan. Archiviert vom Original (nicht mehr online verfügbar) am 2. Mai 2016; abgerufen am 16. Januar 2016.  Info: Der Archivlink wurde automatisch eingesetzt und noch nicht geprüft. Bitte prüfe Original- und Archivlink gemäß Anleitung und entferne dann diesen Hinweis.
3. 1 2  
Frank Allmer: Stolze Hähne. und fleißige Hennen (= Landleben). Cadmos Verlag, Brunsbek 2009, ISBN 978-3-86127-674-6, Bunte Eier: Grünleger und Rotleger, S. 70–71.
4. ↑  
Michael von Lüttwitz: Hühner halten (= GU Tierratgeber). Gräfe Und Unzer, 2015, ISBN 978-3-8338-4846-9.
5. ↑  
Walter Schwarz, Armin Six: Hühner, Truthühner, Perlhühner (= Der große Geflügelstandard in Farbe. Band 1). 7., von Armin Six überarbeitete und ergänzte Auflage. Oertel und Spörer, Reutlingen 2004, ISBN 3-88627-511-6, Marans, S. 187–189.